# Semih Erden
Semih Erden (Istanbul, 4. srpnja 1986.) je turski profesionalni košarkaš. Igra na poziciji centra. Izabran je u 2. krugu (60. ukupno) NBA drafta 2008. godine od istoimene momčadi.

## Karijera
Erden je karijeru započeo 2003. u turskoj Darüşşafaki. Za Darüşşafaku je odigrao samo jednu utakmicu, a ostatak sezone je proveo u omladinskom pogonu kluba. Sljedeće sezone odlazi u srpski Partizan iz Beograda. U Jadranskoj ligi je prosječno postizao 4.6 poena i 3.2 skoka, zabilježivši 17 double-double učinka i rekordnih 17 poena u susretu protiv Hemofarma. U Euroligi je prosječno postizao 3 poena i 2.3 skoka za 12.5 minuta provedenih na parketu. Rekordnih 10 poena zabilježio je u susretu protiv turskog Efes Pilsena. Sezonu 2005./06. proveo je kao član turskog Fenerbahçe Ülkera. Za Fenerbahçe je u domaćem prvenstvu postizao 6.5 poena i 5.4 skoka za 18.4 minuta provedenih na parketu. Sedam puta je zabilježio double-double učinak i zabivši najviših 14 poena. U Euroligi je nastupio u devet susreta i za 9.1 minutu provedenu na parketu postizao 3.4 poena i 2.2 skoka. U sezoni 2006./07. prosječno je u domaćem prvenstvu za 16.1 minutu provedenu na parketu postizao 6.4 poena i 3.8 skoka, zabilježivši najviših 10 poena u susretu s Galatasarayom. U Euroligi je za 13.8 minuta provedenih na parketu postizao 4.5 poena i 3.1 skok. Sljedeće sezone popravio je svoje brojke i u domaćem prvenstvu postizao 7.1 poena i 4.7 skokova za 19.5 minuta provedenih na parketu. Zabilježio je šest double-double učinka, zabivši najviših 15 poena u susretu protiv Kolejlilera. veliki dio sezone je propustio zbog ozljede koljena. U Euroligi je za 19.3 minute provedene na parketu postizao 6.7 poena i 4.3 skoka, zabilježivši tri puta double-double učinak i zabivši rekordnih 15 euroligaških poena u susretu protiv Panathinaikosa. Nakon završetka sezone odlučio se je prijaviti na NBA draft 2008. godine. Na draftu je izabran kao posljednji u 2. krugu (60. ukupno) od Boston Celticsa. 

## Vanjske poveznice
- Profil  Arhivirana inačica izvorne stranice od 5. srpnja 2009. (Wayback Machine) na DraftExpress.com
- Draft Profil 2008 na NBA.com
- Profile on Euroleague.net
- Profil na Fenerbahce.org (tur.)
- Profil  Arhivirana inačica izvorne stranice od 8. lipnja 2010. (Wayback Machine) na TBL.org (tur.)